# دين شامبيون
دين شامبيون (بالإنجليزية: Dean Champion)‏ هو أكاديمي أمريكي، ولد في 21 يناير 1940، وتوفي في 23 فبراير 2009 في تكساس في الولايات المتحدة.